# Limoncino (Livorno)
Limoncino è una frazione del comune di Livorno.
Non distante, inglobata in una vasta villa, si trova l'antica Pieve di Sant'Andrea a Limone.

## Geografia fisica
La frazione di Limoncino sorge tra le Colline Livornesi e dista circa 2 chilometri dalla periferia est di Livorno.
Il modesto abitato si estende ai piedi del monte La Poggia.

## Idrografia
Nella zona di Limoncino basso (43m s.l.m.) scorre il Rio Maggiore uno dei principali corsi d'acqua presenti nelle Colline Livornesi.